# Dipartimento di Séguéla
Il dipartimento di Séguéla è un dipartimento della Costa d'Avorio situato nella regione di Worodougou, distretto di Woroba.
La popolazione censita nel 2014 era pari a 198.445 abitanti.
Il dipartimento è suddiviso nelle sottoprefetture di Bobi-Diarabana, Dualla, Kamalo, Massala, Séguéla, Sifié e Worofla.